# Mühlenstraße 218/220 (Mönchengladbach)

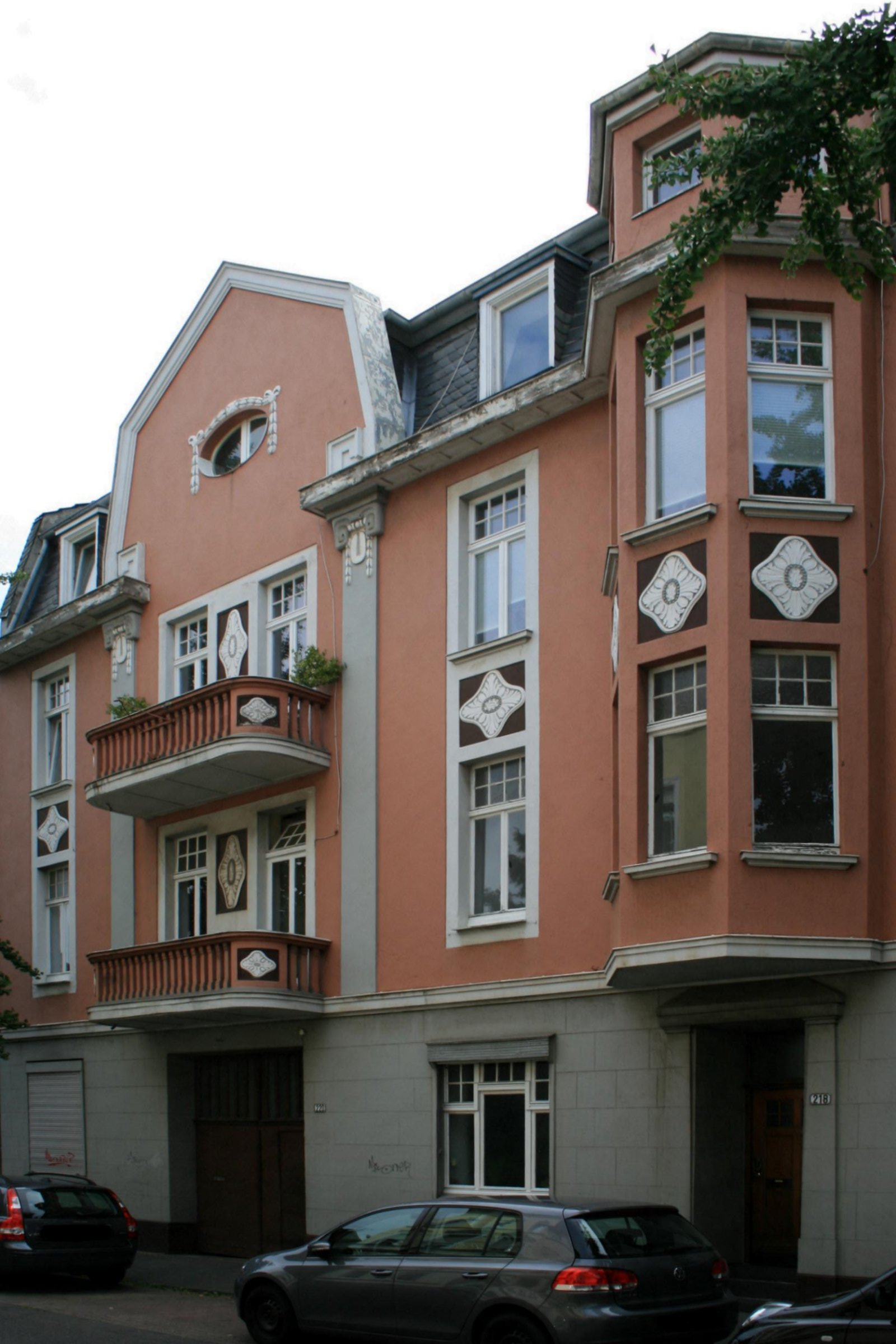
Wohnhaus (Doppelhaus), 2010

Das Wohnhaus Mühlenstraße 218/220 steht im Stadtteil Rheydt in Mönchengladbach (Nordrhein-Westfalen).
Das Gebäude wurde 1911 erbaut. Es wurde unter Nr. M 032 am 15. Dezember 1987 in die Denkmalliste der Stadt Mönchengladbach eingetragen.

## Lage
Die alte Mühlenstraße verbindet die Friedrich-Ebert-Straße mit dem Stadtteil Geneicken.

## Architektur
Haus Nr. 218–220 stammt aus dem Jahre 1911 und gehörte zu einer etwas älteren, nun aufgegebenen Kartonagenfabrik. Das 1911 erbaute dreigeschossige Wohnhaus mit ausgebautem Mansarddach ist in vier Achsen angelegt. Das Haus ist ein schönes und seltenes Beispiel bürgerlichen Bauens nach der Jahrhundertwende.